# 23995 Oechsle
23995 Oechsle là một tiểu hành tinh vành đai chính với chu kỳ quỹ đạo là 1313.4616318 ngày (3.60 năm).
Nó được phát hiện ngày 7 tháng 9 năm 1999.